# Parlamentsbibliothek

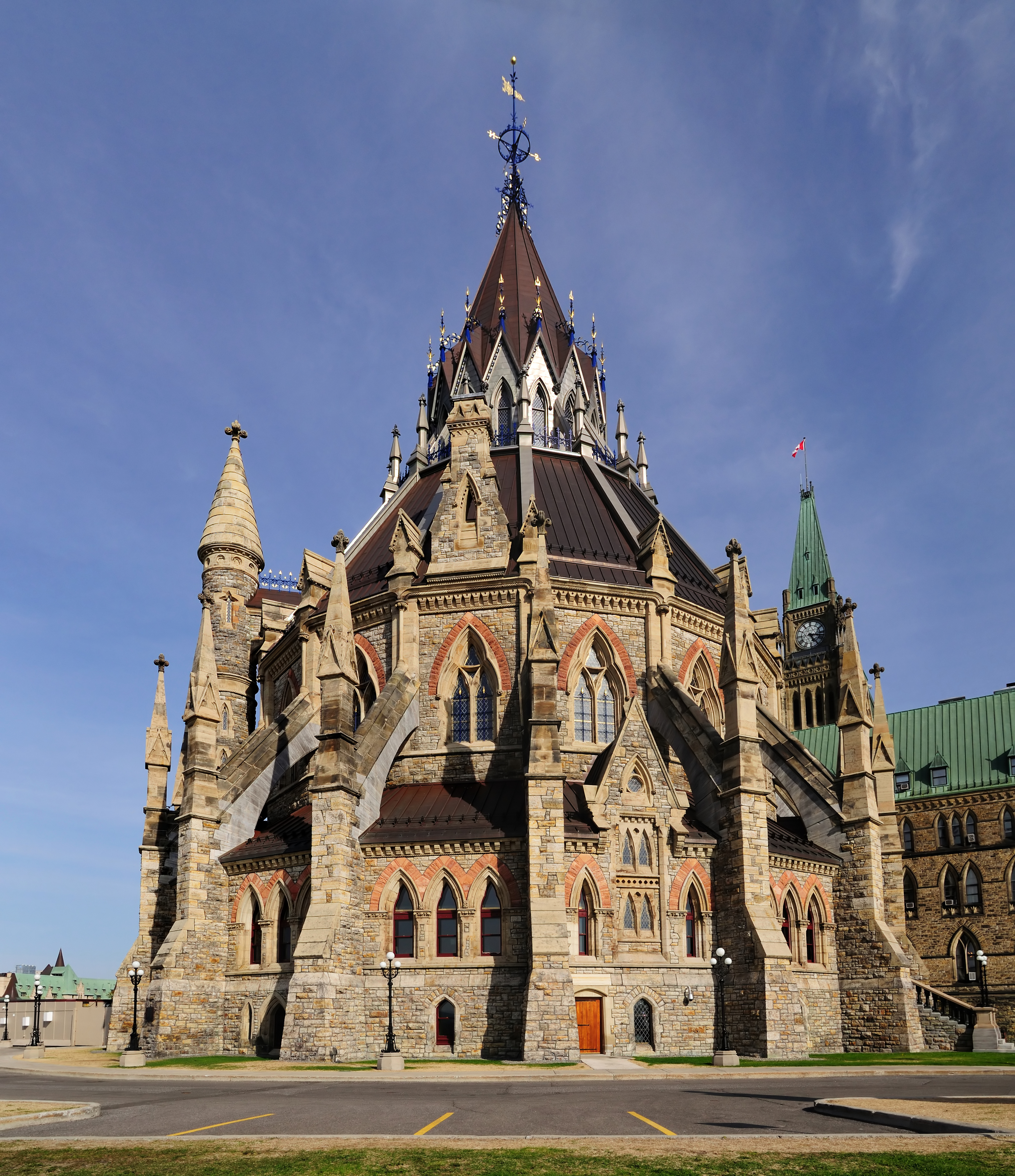
Parlamentsbibliothek von Ottawa, Kanada

Als Parlamentsbibliothek bezeichnet man Bibliotheken, die in erster Linie zur Unterstützung der parlamentarischen Arbeit dienen. In ihnen werden Informationen gesammelt, die von den Angehörigen des jeweiligen Parlaments zur Arbeit benötigt und produziert werden. In manchen Fällen erfüllt die Parlamentsbibliothek auch die Funktion einer Nationalbibliothek, wie beispielsweise die Library of Congress.
Parlamentsbibliotheken sind grundsätzlich für die Informationsversorgung der Abgeordneten und Fraktionen und ihrer Mitarbeiter zuständig. Manche sind auch eingeschränkt oder vollkommen öffentlich zugänglich.
Moderne Parlamentsbibliotheken bieten ihren Nutzern den Zugriff auf den eigenen Bestand an gedruckten und elektronischen Medien sowie auf externe Informationsquellen (Fachdatenbanken etc.), um die für die politisch-parlamentarische Arbeit notwendigen Informationen schnell und auf hohem Niveau vermitteln zu können.
Weitere Dienstleistungen umfassen u. a.:
- die Durchführung von Recherchen und die Zusammenstellung von Materialien im Auftrag des Nutzers
- die Herausgabe von Neuerwerbunglisten
- die Beschaffung von Medien auf Wunsch der Nutzer
- die Ausleihe für die dienstliche Nutzung (Dienstausleihe)
- die Erstellung von Profildiensten (regelmäßige Zusammenstellung von neuen Büchern und Aufsätzen zu vorgegebenen Themen).

In föderalen Staaten wie der Bundesrepublik Deutschland verfügen sowohl das nationale Parlament als auch die Landesparlamente über eigene Bibliotheken (Bibliothek des Deutschen Bundestags, Landtagsbibliotheken).

## Beispiele
In Deutschland:

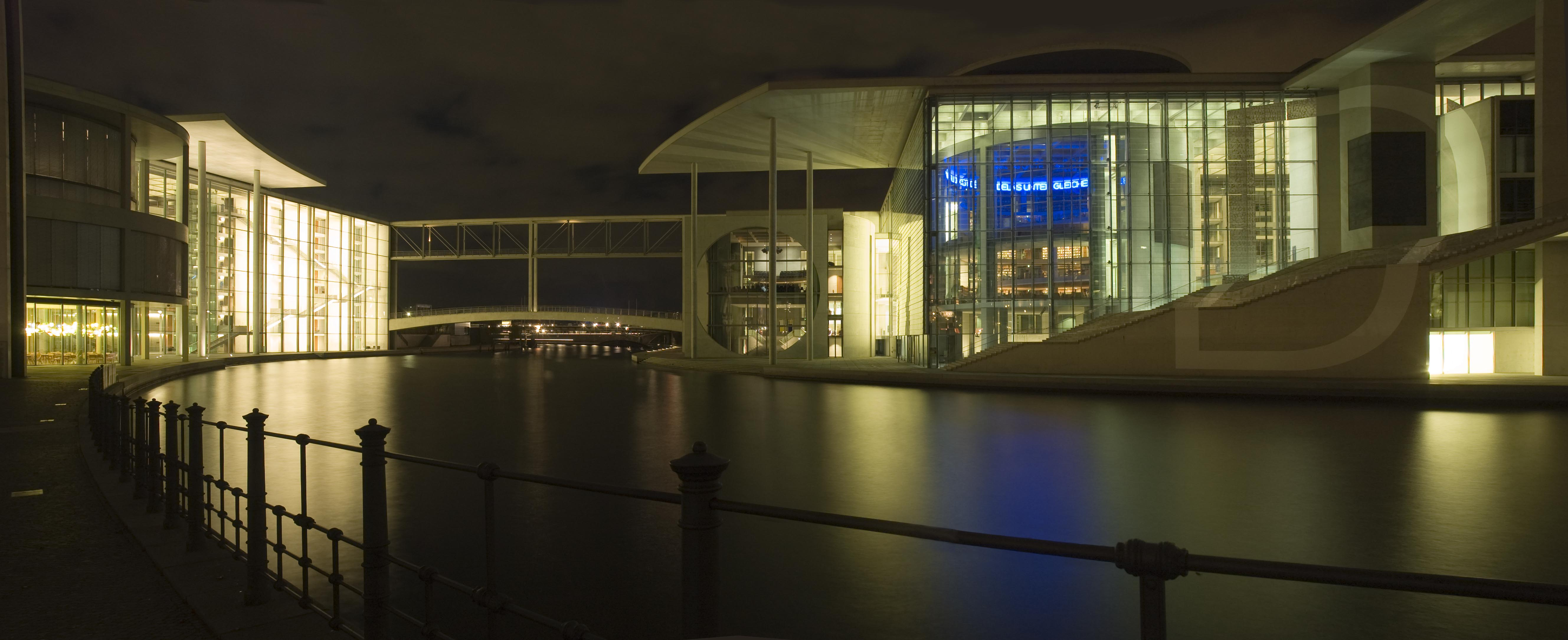
Spreebogen-Panorama mit der Bibliothek des Deutschen Bundestages in Berlin

- Bibliothek der deutschen Reichsversammlung 1848/1849
- Bibliothek des Deutschen Bundestages, seit 1949
- Bibliothek des Bayerischen Landtags
- Bibliothek des Landtags Nordrhein-Westfalen

In anderen Ländern:
- Eidgenössische Parlaments- und Zentralbibliothek (bis 2008), Parlamentsbibliothek (Schweiz) (ab 2009)
- Parlamentsbibliothek (Österreich)
- Estnische Nationalbibliothek
- Nationale Parlamentsbibliothek, Japan
- Library of Congress, USA
- Parlamentsbibliothek von Ottawa, Kanada
- Parliamentary Library (Wellington), Neuseeland

## Publikationen
- Cuninghame, Keith: Guidelines for Legislative Libraries – Berlin : De Gruyter Saur, 2009, 2., completely upd. and enlarged ed.